# 정슬기 (1989년)
정슬기(1989년 7월 19일 ~ )는 대한민국 방송사 MBC 아나운서이다.
- 2014년 2월 ~ 2015년 2월 KBS 전주방송총국 아나운서로 근무하였고 2016년 2월 MBC 문화방송 본사 계약직 아나운서를 거쳐서 2020년 3월부터 MBC 문화방송 정규직 아나운서로 근무중이다.

## 경력
- 2013년 9월 ~ 2014년 1월 CF 모델
- 2014년 2월 ~ 2015년 2월 KBS 전주방송총국 아나운서
- 2016년 2월 ~ 2018년 4월 MBC 계약직 아나운서
- 2020년 3월 ~ 현재 MBC 아나운서

## 학력
- 중앙대학교 피아노학과 학사

## TV 방송
| 연도      | 방송사 | 제목                               | 담당 | 비고                                    |
| --------- | ------ | ---------------------------------- | ---- | --------------------------------------- |
| 2016~2017 | MBC    | 스포츠 다이어리                    | 진행 |                                         |
| 2017      | MBC    | MBC 월드리포트                     | 진행 |                                         |
| 2017      | MBC    | MBC 뉴스 (500)                     | 진행 |                                         |
| 2017      | MBC    | MBC 뉴스투데이                     | 보조 | 이슈투데이 코너                         |
| 2017      | MBC    | MBC 스포츠 뉴스                    | 진행 | 주말                                    |
| 2017      | MBC    | 기분 좋은 날                       | 진행 |                                         |
| 2020      | MBC    | 5 MBC 뉴스                         | 진행 | 구은영 아나운서의 휴가로 인한 임시 진행 |
| 2020~2021 | MBC    | MBC 뉴스투데이 - 스마트리빙 코너   | 진행 | [ 1 ]                                   |
| 2021~2024 | MBC    | MBC 주말뉴스                       | 진행 |                                         |
| 2022~2024 | MBC    | MBC 뉴스투데이                     | 진행 | 토요일                                  |
| 2024~2025 | MBC    | MBC 930 뉴스                       | 진행 |                                         |
| 2024~2025 | MBC    | MBC 뉴스투데이 - 이 시각 세계 코너 | 진행 |                                         |
| 2025~     | MBC    | MBC 뉴스투데이                     | 진행 | 평일                                    |

### 라디오 방송
- MBC 표준FM : MBC 뉴스의 광장